# Сергіївське (Вознесенський район)
Сергі́ївське — село в Україні, у Братській селищній громаді Вознесенського району Миколаївської області. Населення становить 62 особи. До 2020 року орган місцевого самоврядування — Сергіївська сільська рада.

## Населення
Згідно з переписом УРСР 1989 року чисельність наявного населення села становила 59 осіб, з яких 26 чоловіків та 33 жінки.
За переписом населення України 2001 року в селі мешкали 62 особи.

### Мова
Розподіл населення за рідною мовою за даними перепису 2001 року:
| Мова            | Кількість | Відсоток |
| --------------- | --------- | -------- |
| українська      | 38        | 61.29%   |
| російська       | 23        | 37.10%   |
| інші/не вказали | 1         | 1.61%    |
| Усього          | 62        | 100%     |